# (24102) Jacquescassini
(24102) Jacquescassini  es un asteroide perteneciente al cinturón de asteroides, descubierto el 9 de noviembre de 1999 por Charles W. Juels desde el Observatorio Astronómico de Fountain Hills, en Arizona, Estados Unidos.

## Designación y nombre
Jacquescassini se designó inicialmente como 1999 VD9.
Más adelante fue nombrado en honor al astrónomo francés Jacques Cassini (1677-1756).

## Características orbitales
Jacquescassini orbita a una distancia media del Sol de 2,5295 ua, pudiendo acercarse hasta 2,1005 ua y alejarse hasta 2,9585 ua. Tiene una excentricidad de 0,1695 y una inclinación orbital de 14,6601° grados. Emplea en completar una órbita alrededor del Sol 1469 días.

## Características físicas
Su magnitud absoluta es 14,0.